# Джуанг (народ)
Джуанг («человек») или патраса-ара («одетые листьями») — народ в Индии штата Орисса (около 300 км с востока на запад и около 500 км с севера на юг.), относящийся к группе мунда. Общая численность — около 49 тыс. человек. Народ Джуанг относится к традиционным «племенам» востока Индии. Говорят на одноимённом языке — джуанг, который вместе с языком кхариа составляет особую центральномундскую ветвь южных мунда языков. Придерживаются традиционных верований (Брук 1986: 338).

## Традиционные занятия
Ручное подсечно-огневое земледелие (просо, масличные культуры, рис), охота, собирательство и рыболовство; многие джуанг занимаются сбором листьев кеду для табачной промышленности. По способу производства индийские племена делятся на 6 групп. Джуанг относится к собирателям и охотникам (самые отсталые и примитивные). Они были хороши только в плетении корзин, которые были в ходу в соседних деревнях. Меняли свои корзины на соль, масло, еду и деньги у деревенских торговцев (Гусева 1963: 534).

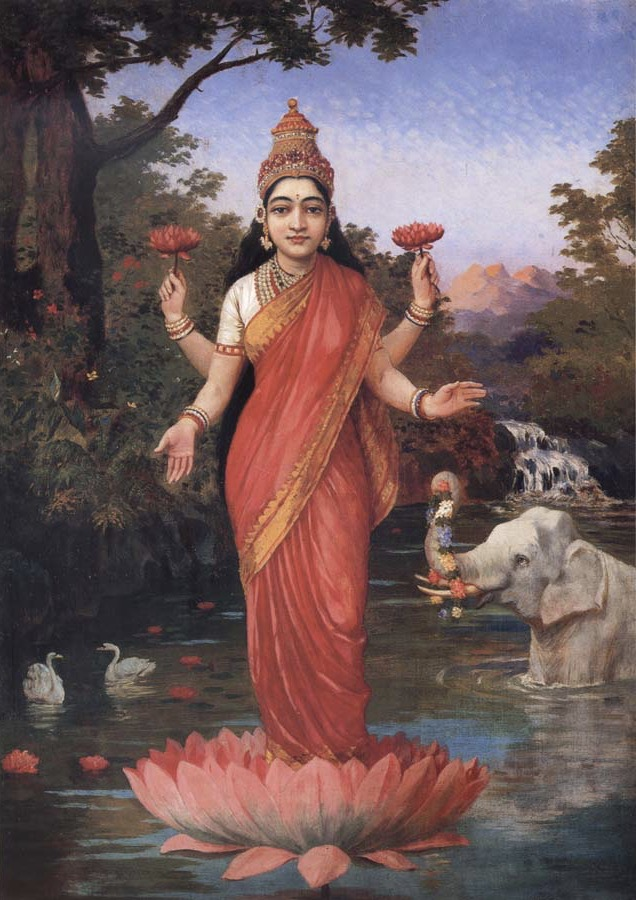
Богиня Лакшми

## Образ жизни
Селения джуанг насчитывают 10—15 жилищ: по форме прямоугольные. Стены сделаны из бамбука, обмазанного глиной. крыши делаются из пальмовых листьев и специальной травы (Гусева 1963: 534). Высота хижин примерно 6-8 футов с очень низкими дверными проемами. Само жилище разделено на 2 комнаты: в одной ютятся отец семейства и все его женщины, вторая используется как подсобное помещение. Мальчики живут в отдельных хижинах на въезде в деревню. Обычно их хижину используют в качестве гостевого дома или места для сборищ. Там также хранят музыкальные инструменты всей деревни.

### Люди Джуанг
Джуанг маленького роста, выглядят слабыми, цвет кожи красновато-коричневый. Черты лица плоские, широкий нос с широкими ноздрями, большой рот и толстые губы, волосы грубые и вьющиеся. Женщины до недавнего времени не носили ничего, кроме пояса из листьев, мужчины — маленькие повязки из ткан.

## Общественная структура
У джуанг существуют вожди (падханы), жрецы (байта, нагам, или нигам), деление на роды, дома холостяков (мандагхар и джангрибаса), система брачного обмена между родами, плата за невесту, вторичное замужество вдов (в отличие от соседних ория).

## Традиционные верования
Легенда гласит, что как-то раз богиня реки узрела голые танцы джуангов и, разозлившись, приказала им прикрыться листьями, угрожая, что если они этого не сделают и не будут соблюдать этот обычай, то умрут. Контактируя с деревнями, где был распространен индуизм, джуанг позже стали поклоняться Богине Лакшми. Медленно вливались в индуистскую систему как производители корзин. В наше время распространены анимистические верования, культ высшего божества Бурхом Бурха (Седловская 1998: 187).